# 利季夫卡 (沃倫斯基新城區)
50°31′1″N 27°33′19″E / 50.51694°N 27.55528°E
利季夫卡（烏克蘭語：Лідівка），是烏克蘭北部的村莊，隸屬日托米爾州的茲維亞赫爾區。該村始建於1907年，面積0.28平方公里，海拔高度222米，2024年人口19，人口密度每平方公里131.21人。